# Theodor von Mörner
Theodor von Mörner (* 20. April 1817 in Habelschwerdt, Landkreis Habelschwerdt, Provinz Schlesien; † 3. Januar 1874) war ein deutscher Historiker und Archivar.

## Leben
Theodor von Mörner war der Sohn eines ehemaligen Offiziers und späteren Verwalters der Kreiskasse in Habelschwerdt. Er besuchte von 1827 bis 1834 das Gymnasium in Schweidnitz. Ab 1835 studierte er unter anderem bei Henrich Steffens, Leopold von Ranke und Friedrich Wilken in Berlin. In den Jahren 1839 bis 1842 hinderte ihn eine schwere Krankheit an weiteren Studien. Dann setzte er seine Ausbildung in Breslau fort, wo er 1844 promoviert wurde. Als 1848 seine Bewerbung um einen Lehrstuhl in Zürich scheiterte, verließ er die Universität, arbeitete einige Zeit bei der „Hannoverschen Zeitung“ ehe er 1852 die Archivarslaufbahn begann. Im März 1857 wurde er Geheimer Archivar, 1859 Archivrat, 1860 zweiter Geheimer Staatsarchivar und 1866 schließlich Geheimer Archivrat. Seine  fortschreitende Krankheit hinderte ihn daran, ein geplantes Werk über Adam Graf von Schwarzenberg zu vollenden.
Theodor von Mörner blieb unverheiratet.

## Schriften
- De Orosii vita eiusque historiarum libris septem adversus paganos. Dissertation, Berlin 1844.
- Märkische Kriegs-Obersten des siebenzehnten Jahrhunderts. Hertz, Berlin 1861.
- Kurbrandenburgische Staatsverträge von 1601 bis 1700. G. Reimer, Berlin 1867 (Nachdruck: de Gruyter, Berlin 1965)